# Finkes bro
Finkes bro (finska: Finkensilta) är en av de tre Kronbroarna i projektet Spårväg Kronbroarna i Helsingfors i Finland. Den är 293 meter lång och 18 meter bred. Den är en spårvägs-, cykel- och fotgängarbro, som ska förbinda ön Knekten, omedelbart söder om Sumparn, med Högholmen. Bron har inga vägbanor avsedda för motorfordon, men kan användas av utryckningsfordon.
Bron är en betongbalkbro. Den har en öppningsbar sektion nära Knekten, att användas i undantagsfall. 
Finkes bro är uppkallad efter Högholmens djurgårds första isbjörn, Finke.

## Bildgalleri

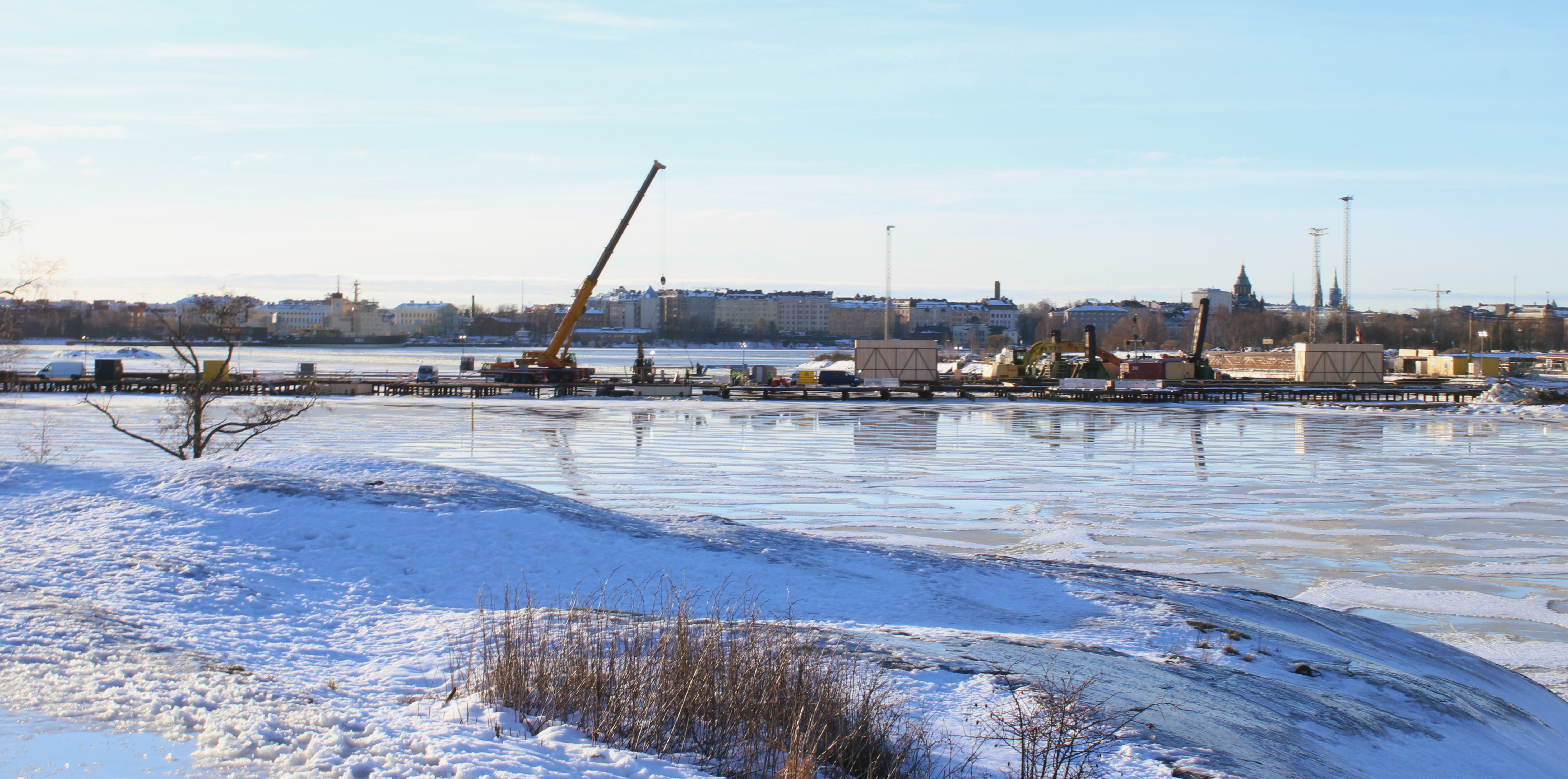
Finkes bro, januari 2022
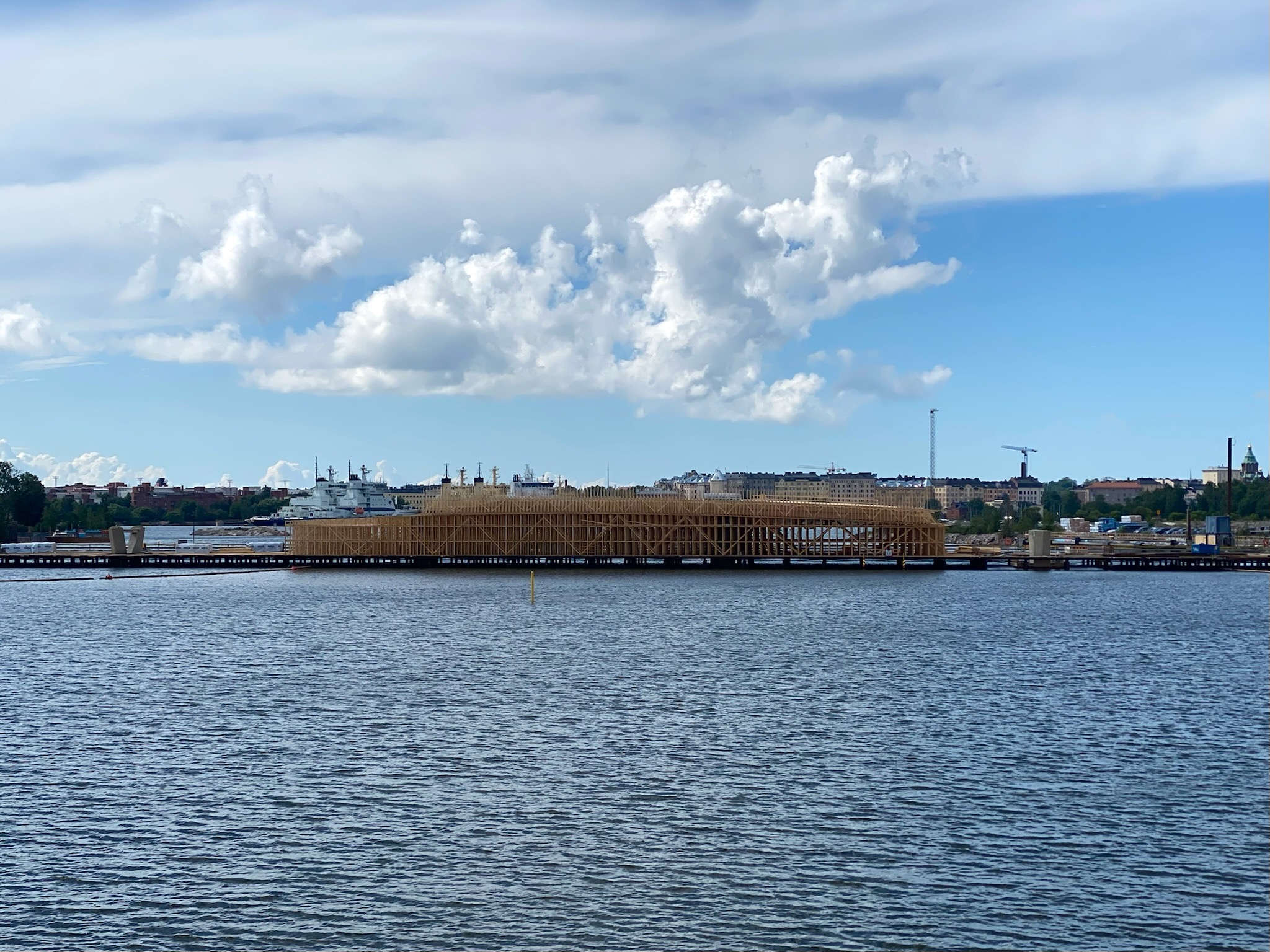
Finkes bro, juli 2022